# Tillandsia bergeri
Tillandsia bergeri és una espècie de planta epífita del gènere Tillandsia. És planta nativa del Brasil i és una planta ornamental.

## Cultivars
- Tillandsia 'Bergos'
- Tillandsia 'Bob Whitman'